# Edith Dekyndt
Edith Dekyndt (Ieper,14 juni 1960) is een Belgische multidisciplinaire beeldend kunstenares.
Naast tekenaar, kunstschilder en beeldhouwster bestaat haar artistiek werk uit video's, foto's, installaties en audiokunst. Zij is gekend voor haar kunstwerken die bestaan uit transformatieprocessen van dagelijkse voorwerpen en waarnemingen.  Het gebruikte materiaal en de aangewende media lopen door elkaar en zijn steeds verschillend.
Zij woont en werkt in Brussel en Berlijn.

## Biografie
Edith Dekyndt is afkomstig uit Doornik. Zij behaalde in 1980 een bachelor "visuele communicatie" aan de "Lycée Provincial d'Enseignement Technique du Hainaut" in Saint-Ghislain en in 1985 een master in Beeldende Kunsten" aan "Académie des Beaux Arts" (nu "Ecole supérieure des arts plastique et visuels") van Bergen.
In 1987 ontving Dekyndt een beurs voor een onderzoekprogramma rond de kunstenaar Piero della Francesca in Italië. Ze kreeg er in bijzonder interesse in geometrie en licht en ging daarna samenwerken met architecten, waarbij ze specifiek werkte rond de relatie tussen objecten en de omgeving. In 1995 kreeg ze een aanbod van de architect Olivier Bastin, waarmee ze dikwijls samenwerkte, om in het atelier van het architectenbureau "L'Escaut" in Brussel, tevens galerie, kunstwerken te ontwerpen en te exposeren. Daar begon ze met het experimenteren en onderzoeken van transformatieprocessen van alledaagse voorwerpen ten gevolge van chemische, natuurlijke of manuele processen. De werken werden tijdens de duur van het transformatieproces tentoongesteld als een een soort "work in progress" dat ze met de toeschouwers besprak.
Edith Dekyndt werd professioneel kunstenares en kreeg bekendheid door haar kunstwerken bestaande uit alledaagse voorwerpen, muziek, neon en teksten die ze op een of andere wijze transformeert en tegelijk documenteert via allerhande media en teksten. "Verandering" is het terugkerend thema in al haar werken. Zij wordt beschouwd als een van de toonaangevende hedendaagse Belgische kunstenaars.
In 1999 richtte ze samen met haar partner Pierre Henri Leman het collectief “Universal Research of Subjectivity” op, een soort onderzoekslaboratorium  en productieplatform waar nieuwe concepten worden ontwikkeld, zoals bijvoorbeeld de relatie tussen kleur en geluid, de plaats van een onderwerp tussen wetenschap en fictie of de evolutie van subjectiviteit in functie van confrontatie met denkvermogen. 
Ze nam deel aan verschillende grote internationale groepstentoonstellingen zoals het Moma in New York (2010), de Printemps de Septembre in Toulouse (2011), de Kunsthalle in Wenen en de 5e Biënnale van Moskou. Zij had verschillende solotentoonstellingen in België en in het buitenland.
Haar werken behoren tot de collecties van onder andere het MoMA in New York en het kunstencentrum Witte de With in Rotterdam.
Dekyndt wordt internationaal vertegenwoordigd door verschillende galerieën: Galerie Konrad Fischer en Karin Guenther in Duitsland, Greta Meert in België en voor haar video's door het "Argos, Centre for art and media" in Brussel.

## Oeuvre
Edith Dekyndt werkt vooral met toevallig aangetroffen of gerecupereerd materiaal, soms geeft dat aanleiding tot een serie. Haar kunstwerken zijn een overgang tussen een ready-made en en een nieuw concept, waarbij de grens tussen beide vormen vaag is. Haar werk kan als minimalistisch beschouwd worden.
Het accent van de werken van Dekyndt ligt niet op het eindresultaat, maar wel op het proces waarin het kunstwerk door transformatie tot stand komt. Zij legt de nadruk op het specifieke fenomeen dat bepalend is om tot het eindresultaat te komen, dikwijls is dit een moment of een eenvoudige actie. Hiermee toont ze wat doorgaans onzichtbaar, ongrijpbaar of kortstondig is. Het eindresultaat kan alle vormen aannemen waarin diverse materialen en media door elkaar gehaspeld worden, daarom gebruikt ze zelf de term "objecten".
De documentatie van deze processen is essentieel voor haar werk. Dit doet ze aan de hand van allerlei media zoals video, fotografie, geluid, installatie en performance. In de bijhorende documentatie wijst ze op verschillende beïnvloedingen zoals door literatuur, kunstgeschiedenis, filosofie en wetenschap. Zij is onder andere geïnspireerd door de bijzondere aandacht voor tijd, licht en ruimte bij kunstenaars als Vermeer en Morandi.
In al haar tekeningen toont ze in de vorm van symbiose het moment van scheiding van de verschillende elementen in anorganische vormen zoals olievlekken of gas. De kleur is een materieel gegeven en benadrukt de instabiliteit van het geheel.
Haar werk bevindt zich op de grenzen van kunst, wetenschap en fysieke werkelijkheid. Haar "objecten" zijn fictieve voorwerpen of sculpturen die niet bestaan in de echte wereld. Door middel van deze conceptuele strategie wil ze de toeschouwer doelbewust bewegen tot contemplatie. Omdat de visuele waarneming tekort schiet dient de toeschouwer noodgedwongen over te gaan tot emotie, intuïtie en verbeelding, wat Dekyndt beschouwt als een essentiële aanvulling op haar kunstwerk. De tentoonstellingsruimte maakt deel uit van deze ervaring. Ze kadert haar werk in het mondiale ecosysteem als een reflectie over de relatie tussen mens en omgeving.
In 2014 regisseerde Edith Dekyndt de video "Ombre indigène". De video toont een vlag die gemaakt is van zwart haar en die wappert in de wind aan de Diamantkust in Martinique, in de buurt van het graf van Martinicaanse filosoof Édouard Glissant. in de nacht van 8 op 9 april 1830 een scheepsramp plaats met een schip met ongeveer honderd gevangen genomen Afrikaanse mensen aan boord. Deze video werd op grote schaal verspreid naar aanleiding van de Iraanse protesten van 2022. Hij werd ten onrechte beschouwd als de weergave van een vlag die Iraanse vrouwen gemaakt hadden met hun haar dat ze als vorm van protest hadden afgeknipt.

## Prijzen
In 2019 ontving Edith Dekyndt in Hamburg de Finkenwerder Art Prize uitgereikt door de vliegtuigbouwer Airbus.
Andere onderscheidingen: 
- 2017: Finaliste Belgian Art Prize
- 2005: Partners in ART, CERA, Leuven
- 2004: The Banff Center for The Arts, Banff, Canada
- 1990: Hainaut Prize, Hornu, België
- 1989: Research Grant about Piero della Francesca. Communità Montana Valtiberina, SanSepolcro, Italië
- 1988-1986: Research Grant, Fondation de la Tapisserie, des Arts du Tissu et des Arts muraux de la Communauté française de Belgique, Doornik
- 1985: Eerste prijs  «L’Indigo 85», Lille-Roubaix-Tourcoing, Frankrijk

## Artist in Residence
- The Banff Centre for Arts, Canada, 2004
- University of Manitoba, Winnipeg, Canada, 2006
- Program Gallery, Berlijn, 2007
- University of Nijmegen, Nederland, 2011
- University of Hasselt, 2012
- Akumal Artist Residency/ Mexico, 2012
- Ne’-Na Artspace, Chiang Mai, Thailand, 2013 en 2014
- DAAD Künstlerprogramm, Berlijn, 2015-2016
- Pinault Fondation, Lens, 2017

## Musea en collecties (selectie)[7][25]
- Albright-Knox-collection, Buffalo, New York
- BPS 22 Centre de Création Contemporaine, Charleroi
- Cadic, Amsterdam
- Centre National des Arts Plastiques (CNAP), Frankrijk
- Centre Pompidou, Parijs
- Collectie van de provincie Henegouwen
- Communauté Française de Belgique
- Cranford Collection, Londen
- Fonds régional d'art contemporain (FRAC),  Picardie
- Fonds régional d'art contemporain (FRAC), Lotharingen[16]
- Fonds régional d'art contemporain (FRAC) des Pays de La Loire
- Fonds régional d'art contemporain (FRAC) Elzas
- Fonds régional d'art contemporain (FRAC° Réunion, Frankrijk
- Kadist Collection, Parijs
- Kunsthalle Hamburg, Duitsland
- Kunst Museum Liechtenstein
- Mudam Luxembourg I Musée d’Art Moderne Grand-Duc Jean, Luxemburg
- Musée d'Art Contemporain (MAC's), Le Grand Hornu, België
- Museum van Elsene, Brussel
- Museum voor Moderne Kunst (MoMA), New York[26]
- Nationale Bank van België, Brussel
- Pinault Collection, Parijs
- Progressive Art Collection, Cleveland
- Skulpturenpark, Keulen
- Witte de Whit, Centrum voor Hedendaagse Kunst, Rotterdam

## Edith Dekyndt als auteur[25]
- 2024: Specific Subjects, CAB / MANUFACTURA
- 2023: L'Origin des Choses, Dilecta
- 2022: Aria of Inertia.
- 2019: The Blck, The White The Blue, Konrad Fischer Galerie
- 2019: The Lariat, VNH Gallery
- 2019: Ombre indigène, Wiels, Le Consortium, les presses du réel
- 2016: Mer sans rivages, Musée de l’Abbaye Sainte-Croix, Amis du MASC, FRAC de pays de Loire
- 2012: Monday is blue, Universal Research ob Subjectivity
- 2011: The Painter's Enemy, ed. Edith Dekyndt
- 2010: Source Book 8 / 2010: Editrh Dekyndt, Witte de With, Conter for Contemporary Art
- 2009: Les ondes de Love, MAC's - Musée des Arts Contemporains - Fédération Wallonie Bruxelles
- 2009: I Remember Earth, Édition Facteur Humain
- 1999: Things Happen To Things, ed. Edith Dekyndt

## Individuele tentoonstellingen (selectie)[25]
- Specific Subjects, Fondation CAB Saint-Paul-de-Vence (Frankrijk) (2024)
- Chronologie van tranen, MHKA, Antwerpen (2024)
- Ne pas laver le sable jaune, Galerie Greta Meert, Brussel, België (2023)
- l'Origine des choses, Bourse du Commerce, Parijs, Frankrijk (2023)
- Louise/Edith. Op handen gedragen', Yper Museum, Ieper (2022-2023)[27]
- Area of Inertia, Laennec Chapel, Pinault Collection, Parijs, Frankrijk (2022)
- Concentrated Form of Non-Material Energy, St. Matthäus Kirche, Berlijn, Duitsland (2022)
- Visitation Zone, Riga International Biennal of Contemporary Art, Riga, Letland (2020) ;
- The Ghost Year, Galerie Greta Meert, Brussel, België (2020)
- They shoot Horses, (Part 2), «Biennalsur», Bienal Internacional de Arte Contemporaneo de America del Sur, Museo de la inmigración, Buenos Aires, Argentinië (2019)
- The Black The White The Blue, Kunsthaus Hamburg, Duitsland (2019)
- The Lariat, VNH galerie, Parijs, Frankrijk (2019)
- Blind Objects, Carl Freedman Gallery, Londen, Verenigd Koninkrijk (2017)
- Slow Objects, The Common Guild, Glasgow, Verenigd Koninkrijk (2017)
- Air, rain, pain, wind, sweat, tears, fear, yeast, heat, pleasure, salt, dust, dreams, odors, noises, humidity, DAAD Gallery, Berlijn, Duitsland (2016)
- Strange Fruits, Greta Meert Gallery, Brussel, België (2016)
- Ombre indigène, Wiels, Brussel, België (2016)
- Mer Sans Rivages, Musée de l’Abbaye de sainte-Croix (Partnered with le FRAC des Pays de la Loire), Les sables d’Olonne, Frankrijk (2016)
- Chronology Of Tears, Galerie Greta Meert, Brussel, België (2015)
- Slow Stories, FOCUS Résonance, Biennale de Lyon, La BF 15, Frankrijk (2013)
- Mexican Vanities, Carl Freedman Gallery, Londen, Verenigd Konkrijk (2013)
- La femme de Loth, Synagogue de Delme, Frankrijk (2011)
- Dieu rend visite à Newton, FRIART, Centre d’Art Contemporain, Friburg, Zwitserland (2011)
- Les Ondes de Love, Musée d’Art Contemporain du Grand’Hornu, Belgiê (2009)
- Agnosia, Witte de With, Rotterdam, Nederland (2009)
- Any Resemblance To Persons, Living or Dead is Purely Coincidental, BPS 22, Charleroi, België (2004)
- Before Life (Myodesopsies 01), Chapelle de Boondael, Brussel (2002)
- Alone at Home, Les témoins oculistes, Brussel (1999)
- Edith Dekyndt & Chris Dorosz, Plug in Gallery, Winnipeg, Canada (1999)
- Worthlessness, Espace l’Escaut, Brussel (1998)
- Discreet Piece, Or Gallery, Vancouver, Canada (1998)
- Laboratory 02, c/o Christophe Lezaire, Obigies, België (1996)
- Laboratory 01, Espace l’Escaut, Brussel (1995)
- To Clean a Room, Themistocles Gallery, Mexico City(1994)
- Legenda Orea, c/o Klaus Haas, Leuven (1993)
- Nihil Novum Sub Sole, Koma, Bergen, België (1993)

## Recente groepstentoonstellingen (selectie)[25]
- 9ᵉ Biënnale van de Schilderkunst, Museum Dhont-Dhaenens, Deurle, België (2024)
- Icônes, Punta della Dogana, Venetië, Italië (2023)
- They Shoot Horses, Kunsthalle Hamburg, Hamburg, Duitsland (2019)
- Luogo e Segni, Punta della dogana – Pinault collection, Venetië (2019)
- Viva Arte Viva: 57th Biennale Arte Venezia, Arsenale, Venetië, (2017)
- Slow Objects, The Common Guild, Glasgow, Verenigd Koninkrijk (2017)
- Notes on our Equilibrium, CAB Art Center, Brussel (2017)
- The Belgian Art Prize 2017, Bozar, Brussel (2017)
- Broken White, Design Academy Eindhoven and the Van Abbemuseum, Eindhoven (2016)
- Laboratoire de l’art, Musée des Arts et Métiers, Parijs (2016)
- Seeing Round Corners, Turner Contemporary, Margate, Verenigd Koninkrijk (2016)
- Migration Birds, Film, Art Basel, Bazel, Zwitserland (2016)
- The Future of the Memory, Kunsthalle Wien, Wenen (2015)
- Blue Times, Kunsthalle Wien, Wenen (2014)
- It Ain’t Whatcha Write / It’s The Way Atcha Write It, Manifesta Foundation, Amsterdam (2014)
- Art Of Its Own Making, The Pulitzer Foundation for the Arts, St. Louis, Verenigde Staten (2014)
- New Ways of Doing Nothing, Kunsthalle Wien, Wenen (2014)
- The 5th Moscow Biennale, Manege, Moscou (2013)
- Space Odyssey 2.0, Z33 – House for Contemporary Art, Hasselt, België (2013)
- S.F. / Art / sciences & fictions, Mac's, Hornu, België (2012)
- Raak, S.M.A.K., Gent 2011)
- Constellations, FRAC Picardie, Amiens, Frankrijk (2011)
- Contour, 5th Biennal of Moving Image, Mechelen, BE (2011)
- Into The Light, Koninklijk Museum voor Schone Kunsten, Antwerpen (2010)
- On Line. Drawing Transforming through the 20th Century, MOMA, New York (2010)
- The Moon is an Arrant, The David Robert Foundation, Londen (2010)
- Ocean, Musée de la mer, Biarritz, Frankrijk (2010)
- Before Present, Centre d’Art Contemporain Villa du Parc, Annemasse, Frankrijk (2010)
- Silence / a Composition, Contemporary Art Museum, Hiroshima, Japan (2009)
- In Time, Robert Miller Gallery, New York (2009)
- Faux- Jumeaux, S.M.A.K., Gent (2009)
- Nos (Us), Museu da Republica, Rio de Janeiro, Brazilië (2009)
- Political / Minimal, KW Institute for Contemporary Art, Berlijn (2008)
- Brussels Biennial, Midi Station, BE, Kunstencentrum Witte de With, Rotterdam (2008)